# Jamesonia areniticola
Jamesonia areniticola är en kantbräkenväxtart som först beskrevs av Schwartsb. och Labiak, och fick sitt nu gällande namn av Maarten J.M. Christenhusz. Jamesonia areniticola ingår i släktet Jamesonia och familjen Pteridaceae. Inga underarter finns listade.